# Heilig-Geist-Kirche (Reichenau)

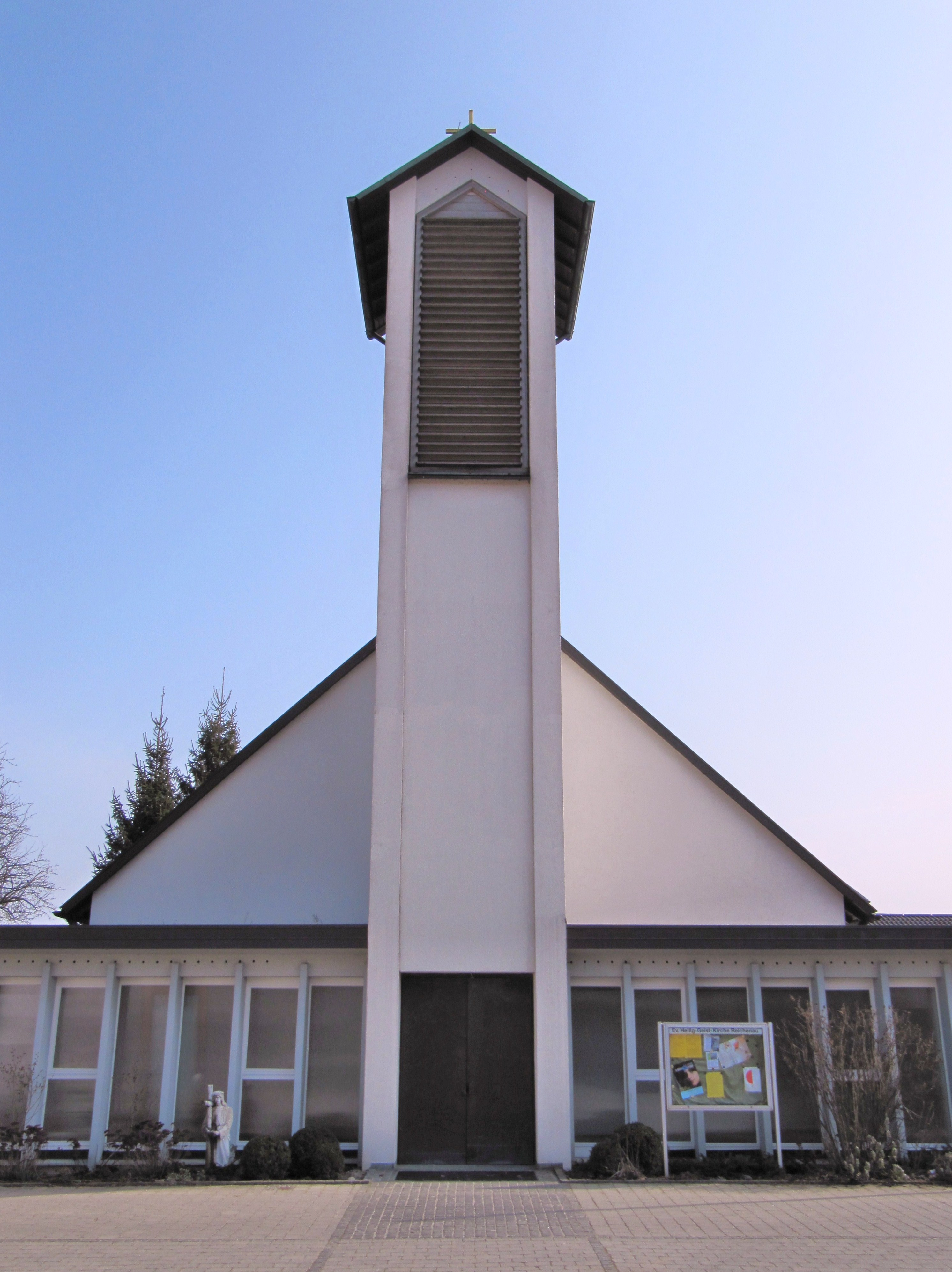
Heilig-Geist-Kirche, Westfassade

Die Heilig-Geist-Kirche auf der Insel Reichenau ist die Kirche der evangelischen Kirchengemeinde Reichenau, sie gehört zum Kirchenbezirk Konstanz der Evangelischen Landeskirche in Baden. Die Kirche liegt im Herzen der Insel in Reichenau-Mittelzell.

## Geschichte

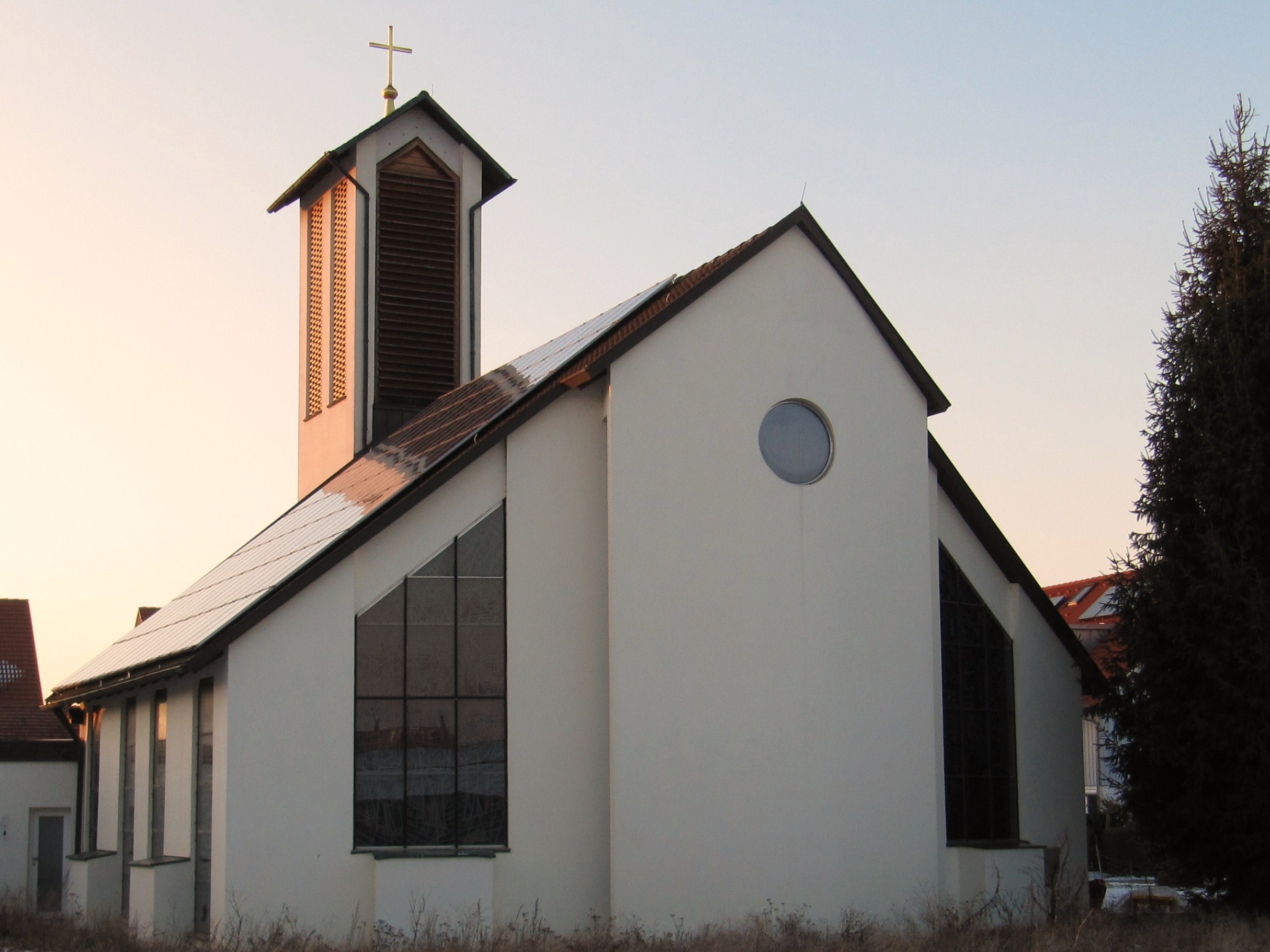
Heilig-Geist-Kirche, Insel Reichenau, Kirche von Südosten

Für die ab Ende des 19. Jahrhunderts auf der Reichenau angesiedelten Evangelischen stand seit dem Himmelfahrtstag, 18. Mai 1939, mit dem Refektorium des ehemaligen Klosters Reichenau erstmals ein öffentlicher Gottesdienstraum zur Verfügung. Heute dient dieser barock ausgeschmückte Saal der Gemeinde Reichenau als Ratssaal und Trauzimmer.
1961 wurde mit dem Bau der evangelischen Heilig-Geist-Kirche nach einem Entwurf von Herbert Kölsch (Reichenau/Konstanz) begonnen; der ausführende Architekt war Wolfgang Wößner (Reichenau). Die künstlerische Konzeption oblag Harry MacLean. Nach dem ersten Spatenstich am 27. August und der Grundsteinlegung am 1. Oktober 1961 konnte bereits am 2. März 1962 das Richtfest begangen werden. Am 14. Juli 1963 wurde der Bau schließlich eingeweiht.
Von 1964 an waren die evangelischen Christen auf der Insel und dem Reichenauer Festland Bestandteil der Kirchengemeinde Reichenau-Litzelstetten-Mainau. Eine eigenständige Kirchengemeinde wurde 1986 errichtet, die 1994 neu eingerichtete Pfarrstelle seit Juni 1996 mit Pfarrer Holger Müller zum ersten Mal besetzt.
Das Pfarrhaus am Rauhofweg und das Gemeindehaus bei der Kirche wurden von Ende September 1999 bis Anfang Dezember 2000 errichtet. Gleichzeitig erfolgten Außensanierungsarbeiten und energieeinsparende Maßnahmen an der Kirche wie die erstmalige Dachisolation, eine Fassadenerneuerung und der Einbau einer zentralen Gasheizung für Kirche, Pfarr- und Gemeindehaus. Darüber hinaus wurde zwischen 2000 und 2001 in Zusammenarbeit mit dem Bund für Umwelt und Naturschutz Deutschland und mit Privatpersonen eine 105 Module große Photovoltaikanlage auf dem Kirchendach errichtet. Eine grundlegende Innensanierung der Kirche folgte im Jahr 2010, wobei auch Räume für eine zweite Krippengruppe eingebaut wurden. Die erste Krippengruppe arbeitet bereits seit 2007 im Gemeindehaus, nachdem seit 2001 eine Spielgruppenarbeit bestand.

## Innenraum
Die gesamte künstlerische Innenausstattung schuf der Heidelberger Künstler Harry MacLean.
Das Eingangsportal bilden zwei Kupferplatten, die die Holzkerne der beiden Türflügel jeweils umkleiden. Auf ihnen sind die in Offb 8,2  beschriebenen sieben Engel mit Posaunen dargestellt, die dem Jüngsten Gericht und der Neuschöpfung von Himmel und Erde vorangehen.

### Buntglasfenster
Dem Namen der Kirche entsprechend stehen die Bilder der Buntglasfenster in der östlichen Chorwand unter dem Leitmotiv des Heiligen Geistes:
Das Rundfenster über dem Altar zeigt die Taube des Heiligen Geistes, die – umgeben von einem Feuerring – senkrecht von oben herabstößt. Im Fenster links beziehungsweise nördlich des Altares wird die Taufe Jesu im Jordan durch Johannes den Täufer dargestellt, der fünf kniende Taufzeugen beiwohnen. Das Gewand, das Johannes der Täufer trägt, erinnert hierbei an ein in der Bodenseeregion verbreitetes Fastnachtsgewand, das Narrenhäs. Das Fenster rechts beziehungsweise südlich des Altars gibt das Pfingstereignis wieder und bildet die Jünger Jesu mit Feuerzungen über dem Kopf ab.
In den Buntglasscheiben der acht Fenster auf der nördlichen und der südlichen Seite des Kirchenschiffes sind abstrakte Rechtecke in farblicher Abstufung zu sehen. Insgesamt ergibt sich dadurch eine Lichtkomposition, nach der eine Aufhellung des Innenraums von hinten nach vorne beziehungsweise von Westen nach Osten erreicht wird. Dergestalt lehnt sich das Lichtkonzept der Heilig-Geist-Kirche an das von Kirchen der Gotik an.

### Ausstattung
Sowohl die Form als auch die Gestaltung des Altartisches lehnen sich an die Beschreibung und „Bauanleitung“ der Bundeslade der Israeliten in Ex 25,10–16  an. Am Altartisch sind drei metallene Antependien aus Bronze mit Ringen aufgehängt. Auf ihnen werden Verse aus dem Johannes-Evangelium dargestellt, deren Worte jeweils um ein Symbol herum angeordnet sind. Auf diese Weise sind auf dem linken Antependium der Vers „Im Anfang war das Wort“ (Joh 1,1 ) um eine aufgeschlagene Bibel, auf dem mittleren „Und das Wort ward Fleisch“ (Joh 1,14 ) um eine Krippe sowie auf dem rechten „Und das Licht scheint in der Finsternis“ (Joh 1,5 ) um eine Feuerflamme herum gruppiert.
Der spätgotische Kruzifixus auf dem Altar stammt aus dem ersten Viertel des 16. Jahrhunderts. Vor dem Bau der Heilig-Geist-Kirche hing er bis 1963 in der Gnadenkapelle des Zentrums für Psychiatrie Reichenau.
Der Kanzelkorb erinnert durch seine runde Form und eine umlaufende, flache Reling an einen Schiffsausguck oder Mastkorb. Dahingehend befindet sich auf der Außenseite des Kanzelkorbes eine aus Messing angefertigte Darstellung des Fischzugs des Simon Petrus auf dem See Genezareth, der in Lk 5,1–11  geschildert wird und auf welchem Jesus seine ersten Jünger berief.
Der Taufständer steht in Form einer Kugel, die die Erde symbolisiert, direkt auf der Mittelachse vor dem Altar. Auf der Kugel ist ein koptisches Kreuz aufgerichtet, dessen Umriss wiederum auch als ein Mensch mit ausgebreiteten Armen aufgefasst werden kann.

## Orgel
Die Walcker-Orgel der Heilig-Geist-Kirche stammt ursprünglich aus der Wollmatinger Christuskirche und wurde im Jahr 1949 erbaut. Von Wollmatingen wurde sie im Juli 1964 in die Heilig-Geist-Kirche versetzt, wobei ihr Prospekt an die Innenarchitektur der Heilig-Geist-Kirche angepasst wurde. Ende 1998 wurde die Orgel umfassend renoviert und dient seitdem auch für kirchenmusikalische Veranstaltungen.

## Glocken
Die Heilig-Geist-Kirche verfügt über drei Glocken. Diese wurden am 15. Juni 1962 bei der Glockengießerei Heinrich Kurtz in Stuttgart gegossen und gemeinsam mit der Kirche am 14. Juli 1963 eingeweiht. Die Schallläden am Kirchturm wurden erst im Zuge der Außensanierungsarbeiten im Jahr 2000 angebracht, bis dahin war der Glockenstuhl von Westen und Osten frei einsehbar gewesen.
| Glocken der Heilig-Geist-Kirche | Glocken der Heilig-Geist-Kirche | Glocken der Heilig-Geist-Kirche | Glocken der Heilig-Geist-Kirche |
| Name                            | Schlagton                       | Masse                           | Durchmesser                     |
| ------------------------------- | ------------------------------- | ------------------------------- | ------------------------------- |
| Betglocke                       | f1 −4⁄16                        | 1260 kg                         | 1250 mm                         |
| Kreuz- und Schiedglocke         | g1 −4⁄16                        | 0895 kg                         | 1110 mm                         |
| Taufglocke                      | b1 −4⁄16                        | 0530 kg                         | 0940 mm                         |